# Epidiopteryx bipunctella
Epidiopteryx bipunctella är en fjärilsart som beskrevs av Hans Rebel 1917. Epidiopteryx bipunctella ingår i släktet Epidiopteryx och familjen plattmalar. Inga underarter finns listade i Catalogue of Life.